# Gotthardtunnel

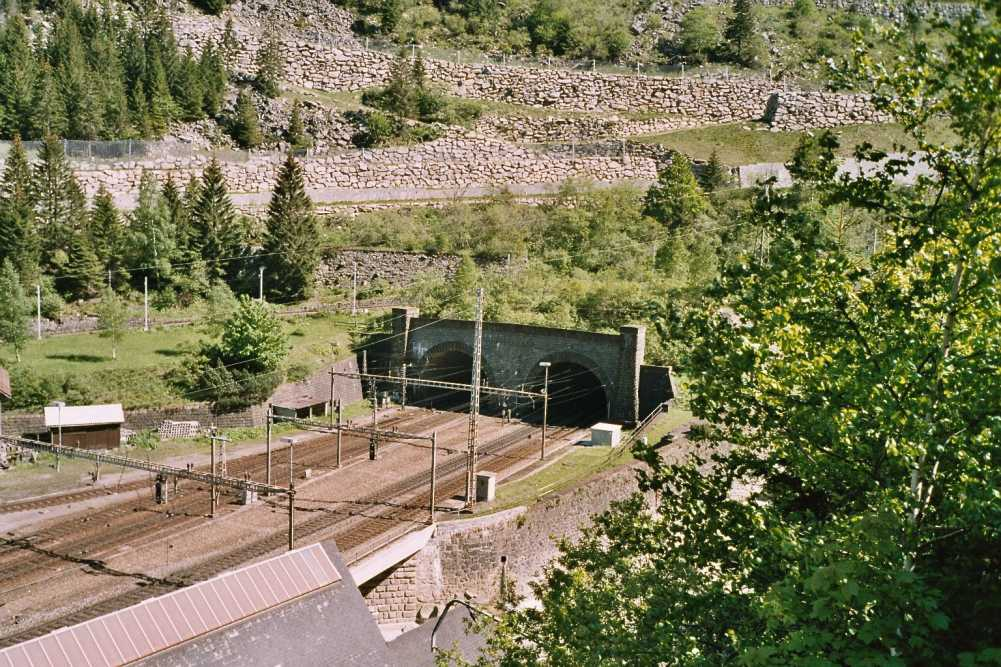
Tunnelportaal in Göschenen

De Gotthardtunnel, ook wel Gotthard-Scheiteltunnel genoemd, is een spoorwegtunnel van de Gotthardspoorlijn en loopt onder de Gotthardpas door het Zwitserse Gotthardmassief. De 15.003 meter lange tunnel bestaat uit een enkele tunnelbuis met twee sporen en loopt tussen het dorp Göschenen, gelegen in het kanton Uri en het dorp Airolo, gelegen in het kanton Tessin. De tunnel werd in 1882 geopend.

## Verloop van de tunnel

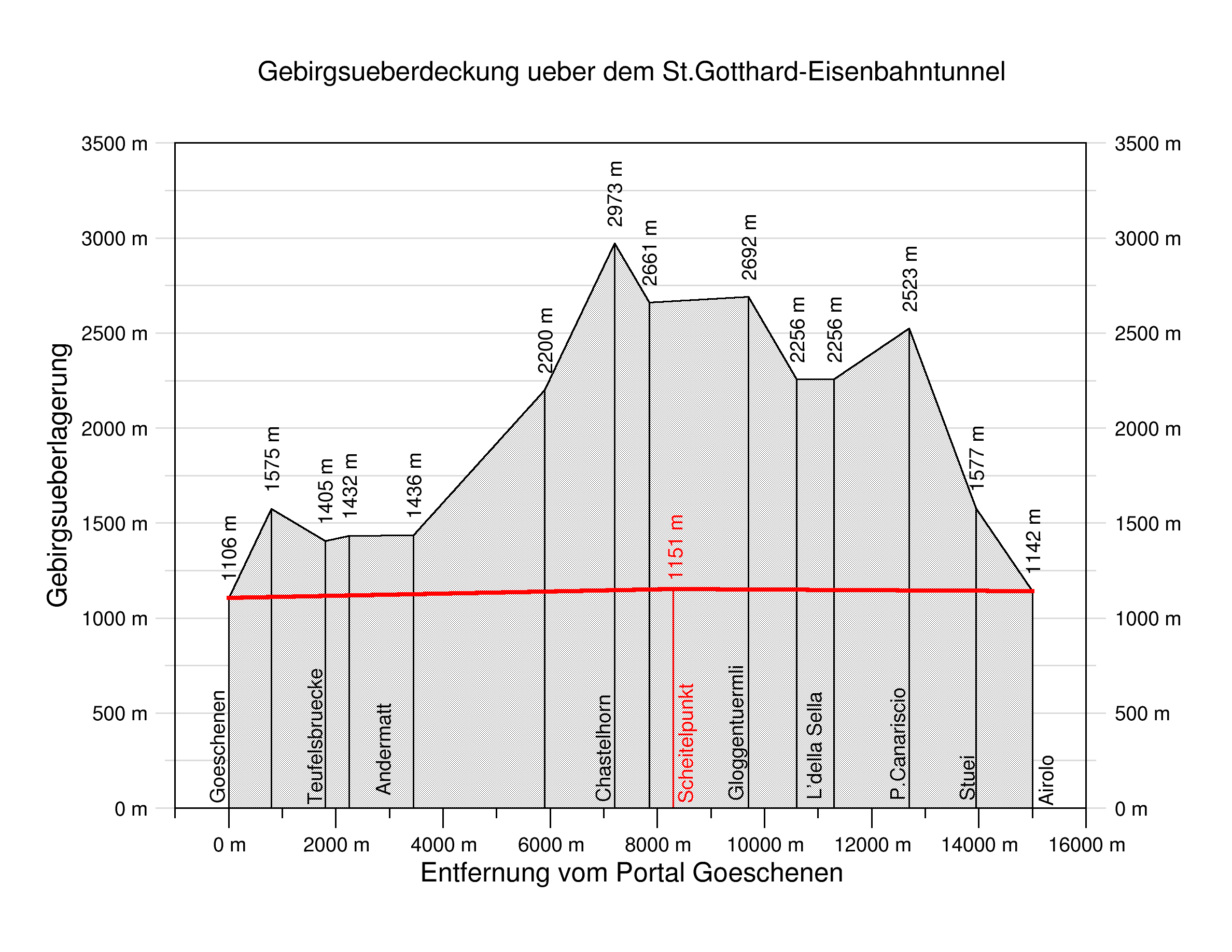
Doorsnee van de berg

Van het noordelijke tunnelportaal op een hoogte van 1106 meter in Göschenen bereikt het tunneltraject na 8 kilometer het hoogste punt van de Gotthardspoorlijn met een hoogte van 1151 meter. Twee kilometer verder wordt de kantongrens bereikt en na nog eens vijf kilometer het zuidelijke tunnelportaal met een hoogte van 1142 meter bij Airolo. De rit door de tunnel duurt, bij een snelheid van 100 km/h, ongeveer negen minuten.

## De tunnelbouw

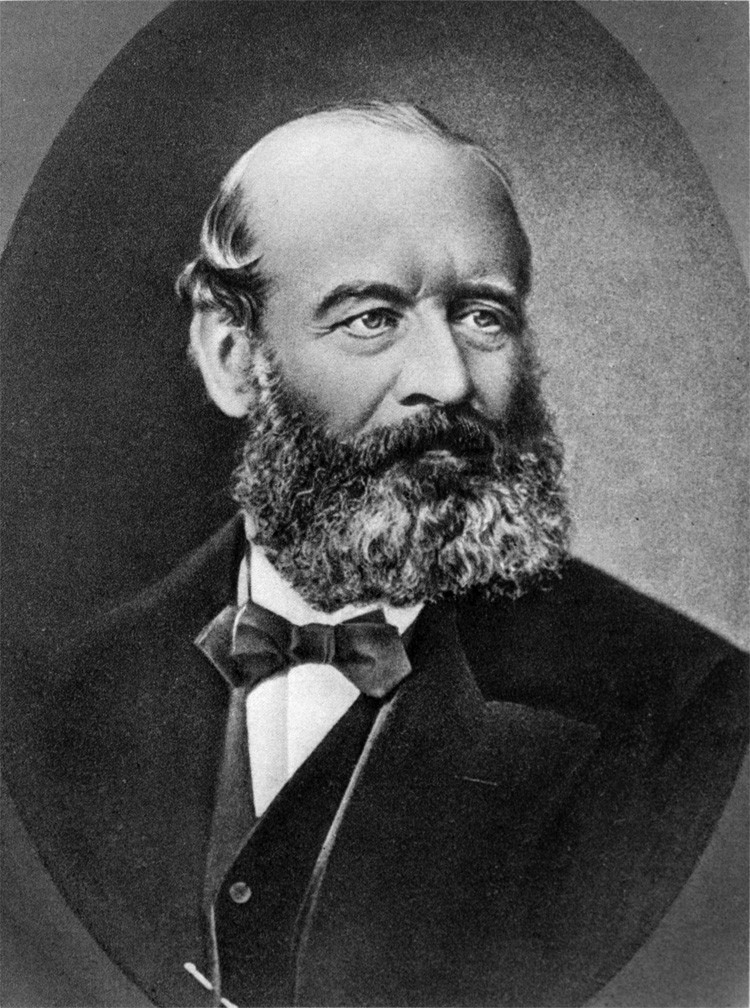
Alfred Escher

### Voorgeschiedenis
In Europa was het bouwen van spoorlijnen in niet-bergachtig gebied nog maar nauwelijks begonnen, toen men in Zwitserland op het idee kwam om het noorden en het zuiden te verbinden met een spoorlijn door de Alpen. Reeds in 1847 diende de toenmalige hoofdingenieur van het kanton Graubünden een concessie-aanvraag in voor de bouw van een spoorweg over de Lukmanierpas, van Chur naar Biasca. Die concessie, die in 1853 werd afgegeven, verviel overigens door het verstrijken van de looptijd.
In 1852 stelde Gottlieb Koller, hoofd van het Zwitserse Spoorwegbureau, een eerste project tot het bouwen van een spoorweg over de Gotthardpas voor, en op 19 augustus 1853 werd een uit negen kantons bestaand Gotthardcomité gevormd. Ingenieur Koller verkreeg een eerste project voor het traject van Flüelen naar de Langensee (123 km). In 1861 werd het traject van Erstfeld naar Lugano door de Züricher ingenieur Kaspar Wetli in slechts vijf maanden ingemeten, wat nog steeds als een topprestatie van meettechniek wordt beschouwd.
Na felle debatten tussen de voorstanders van een traject over de Gotthardpas en de voorvechters van een traject over de Lukmanier- en Splügenpas, werd in 1863 door de ingenieurs Wetli en Koller voor het eerst het idee van een tunnel onder de Gotthard geopperd. Toen ook Alfred Escher, de president van de Züricher Nordostbahn (NOB), bijval gaf aan de plannen voor een spoorweg via de Gotthardpas, was het besluit snel genomen. Bovendien was het traject via de Gotthard het kortst.
Op 7 augustus 1863 richtten vijftien kantons en de beide spoorwegondernemingen Nordostbahn (NOB) en Schweizerische Centralbahn (SCB) de grote Gotthardvereniging op. Alfred Escher, rijk bankier en premier van het kanton Zürich, waarschijnlijk de machtigste en invloedrijkste Zwitser van die tijd, werd de president en daarmee ook de meest overtuigende vertegenwoordiger van het Gotthard-idee. In de daarop volgende periode werd het project van Anton Beckh en Robert Gerwig, gebaseerd op de plannen van Wetli en Koller, naar voren geschoven.
Op de Gotthard-conferentie van september 1869 in Bern, onder leiding van Bondsraadlid Emil Welti, werd het volgende bepaald:
- Er moest een doorgaande dubbelsporige normale spoorverbinding[2] aangelegd worden, met een maximale helling van 26‰, in tunnels maximaal 23‰, en een minimum boogstraal van 300 meter. Een tunnel moest Göschenen met Airolo verbinden. Het Gotthardtraject werd begroot op 187 miljoen frank, waarin inbegrepen ongeveer 60 miljoen frank voor de bouw van de tunnel. Italië moest 45 miljoen frank, het nieuwe Duitse Rijk en Zwitserland ieder 20 miljoen frank bijdragen. De rest moest op de kapitaalmarkt opgenomen worden. De Frans-Duitse Oorlog vertraagde de ondertekening van het verdrag. In 1869 tekenden Zwitserland en Italië het verdrag, en op 28 oktober 1871 ook het nieuwe Duitse Rijk.

Op 6 december 1871 werd de Gotthardbahngesellschaft (GB), onder voorzitterschap van Alfred Escher, opgericht. De financiële zeggenschap over de internationale financiering had Escher. Die had in 1856 de Zwitserse Kredietbank opgericht, die bij de financiering van de Gotthardspoorlijn een belangrijke rol speelde.

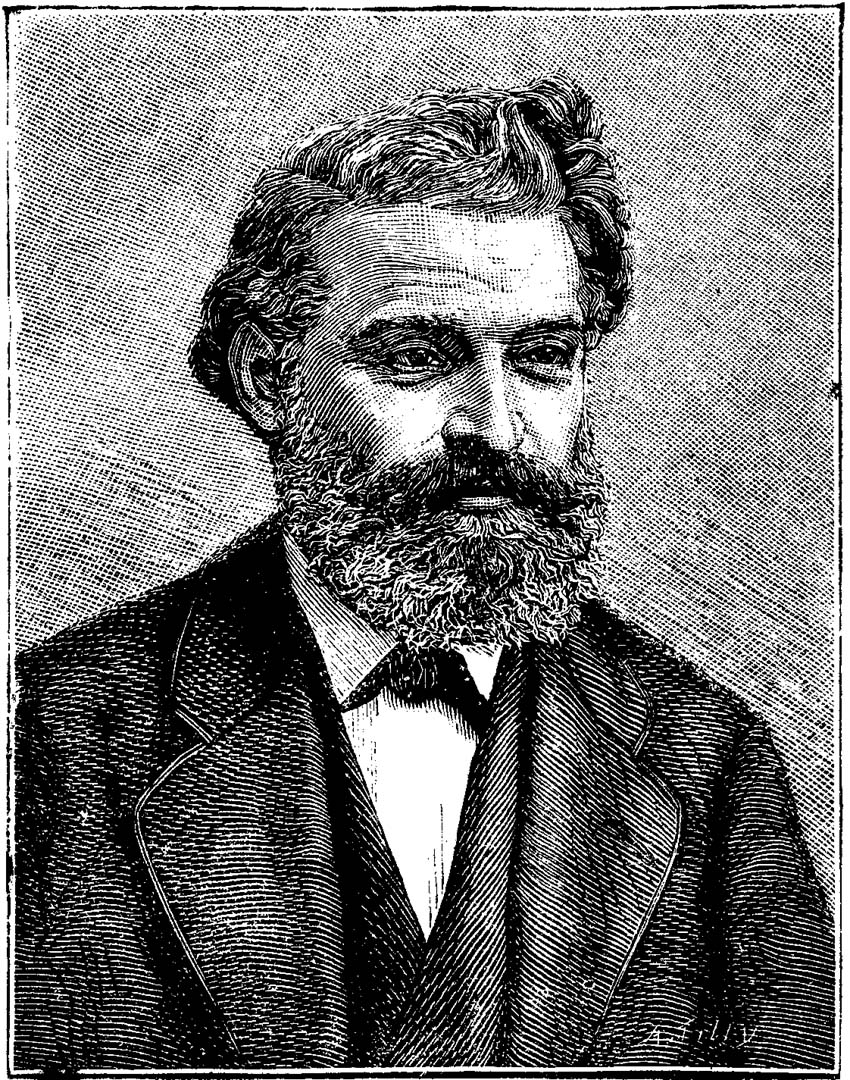
Louis Favre

### Het project
Na een uiterst korte aanbestedingstijd van zes weken werden er zeven offertes uitgebracht. Het project werd gegund aan de Geneefse Firma "Entreprise du Grand Tunnel du Gothard" van Louis Favre, en op 7 augustus 1872 werd het door Escher opgestelde contract ondertekend. De grootste concurrent was de Italiaanse Firma "Società Italiana di Lavori Pubblici" onder leiding van Severino Grattoni. Grattoni had inmiddels de met twaalf kilometer langste tunnel ter wereld, de Mont Cenis gebouwd. Ook met de Gotthard had hij zich bemoeid. Hij had de geologie onderzocht en proefboringen verricht.
Favre, die tot dan toe geen tunnels gebouwd had die langer dan 1000 meter waren, schreef lager in dan zijn concurrenten. Hij accepteerde de zeer onvoordelige contractbepalingen en betaalde een waarborgsom van 8 miljoen frank. Hij beloofde een bouwtijd van acht jaar, in het licht van zijn onbekendheid met de geologie van het terrein en de korte bouwtijd was dat een risicovolle onderneming. In het geval dat de overeengekomen bouwtijd overschreden werd dreigde een boete van 5000 frank per dag in het eerste half jaar, en 10.000 frank als de vertraging nog langer duurde. Bij een vertraging van meer dan een jaar zou de waarborgsom van 8 miljoen frank aan de opdrachtgevers vervallen. Favre hoopte gebruik te kunnen maken van de ervaringen die opgedaan waren bij de net gereedgekomen Mont-Cenis-Tunnel. Met dat doel nam hij mijnbouwers en ingenieurs van daar aan en kocht hij ook het daar gebruikte tunnelgereedschap op.

### De bouw
De bouwwerkzaamheden begonnen op 13 september 1872 aan het zuidportaal bij Airolo en op 24 oktober 1872 aan het noordportaal bij Göschenen. De bouwploegen werkten met de Firststollen-methode, ook de Belgische bouwmethode genoemd, naar elkaar toe. Er werd volcontinu gewerkt in drieploegendienst.
Vooral aan de zuidzijde had men vanaf het begin met grote technische problemen te kampen. Instabiel gesteente, gesteentelagen die soms om de paar honderd meter van aard veranderden, en het regelmatig binnendringen van water, zorgden voor enorme problemen die gedurende de gehele bouw aanhielden. Daar kwam nog bij dat de temperatuur in de tunnel plaatselijk tot 33° en later zelfs tot 40° Celsius opliep. Eind 1872 was in het noorden alleen de eerste 101 meter van de nok van de tunnel geboord en in het zuiden had men met de hand slechts 18 meter ver geboord.
Vanwege de harde steensoorten bleken de door perslucht aangedreven tunnelboormachines niet te voldoen. Er moest met dynamiet gewerkt worden. Onvoldoende ventilatie bemoeilijkte het ademhalen in de met explosiegassen gevulde tunnel. Wanneer er te weinig luchtdruk voorhanden was, werd voorrang gegeven aan het draaiend houden van de machines, en werd het ventileren uitgesteld. Omdat de giftige dynamietgassen ontstekingen aan longen en ogen veroorzaakten, moest de maximale werktijd per ploeg worden teruggebracht naar vijf uur.
Hoewel er na enige tijd sterkere tunnelboormachines uit België ingezet werden, raakte Favre verder achter op zijn tijdschema en na een heel jaar bouwen was er nog geen kilometer tunnel volgens profiel gereed. Favre gaf voorrang aan het boren van de nauwe noktunnel, om op die manier zo veel mogelijk meters te maken, maar verwaarloosde daarbij het volgens profiel verder uitbreken van deze tunnel. De achterstand op het tijdschema werd later nog groter doordat de druk van de berg onderschat was en hele stukken van de houten onderstutting het begaven. Daardoor werd het nodig om iedere uitgehakte meter meteen met metselwerk te stutten.
In 1873 benoemde Favre de Duitse bergingenieur Friedrich Moritz Stapff tot leider van de geologische afdeling en droeg hem het toezicht op over het boren vanuit het zuidportaal. Stapff ontwierp een langsprofiel voor de gehele tunnel, dat exact gerealiseerd werd.

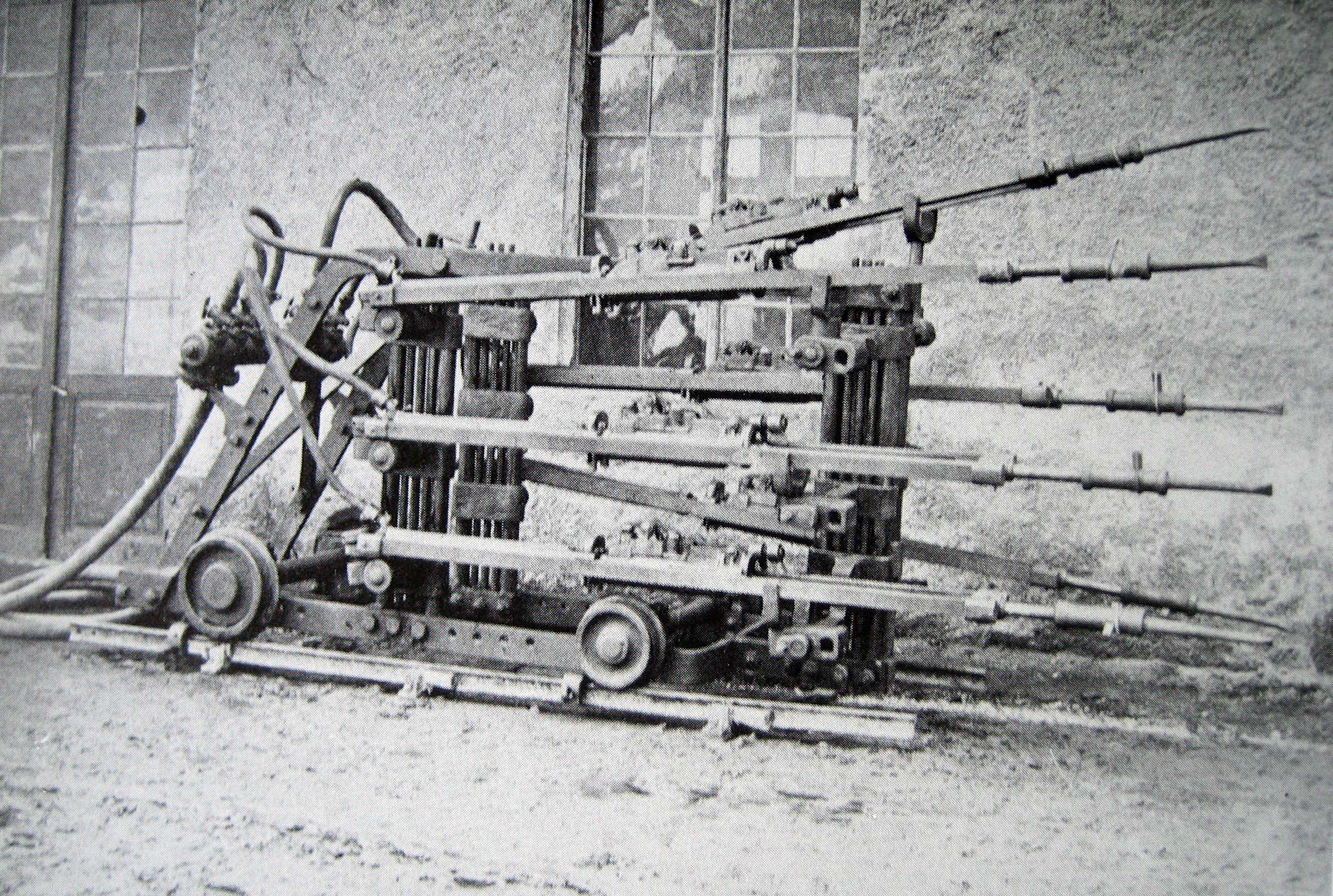
Persluchtboormachine

Favre voerde het aantal werklieden gestaag op. In Göschenen werkten op het hoogtepunt 1645 arbeiders en in Airolo 1302, hoofdzakelijk Italianen uit de toen straatarme streken Piëmont en Lombardije. De boorlieden en arbeiders leefden in smerige en overbevolkte behuizingen en werden financieel uitgebuit. Boorlieden verdienden per dienst van acht uur ongeveer 3,90 frank. Twee derde van hun loon werd voor eten en onderdak weer ingehouden. Lampen en lampolie (30 rappen per dag) moesten ze zelf betalen. Verder werd maandelijks vijf frank ingehouden voor het gebruik van werkkleding en twee frank voor de verblijfsvergunning in Zwitserland. Een deel van het loon werd in coupons uitbetaald die alleen in winkels van de eigen onderneming ingewisseld konden worden.
Op 27 juli 1875 kwam het in Göschenen tot een oproer onder de arbeiders, die staakten en de tunnelingang blokkeerden, en een frank meer loon per dag eisten. Een inderhaast bijeengetrommelde, niet op zijn taak berekende, militaire eenheid uit Altdorf, 21 man sterk, schoot in de massa. Vier arbeiders kwamen daarbij om het leven en er vielen verschillende zwaargewonden. Tachtig arbeiders vertrokken na dit incident.

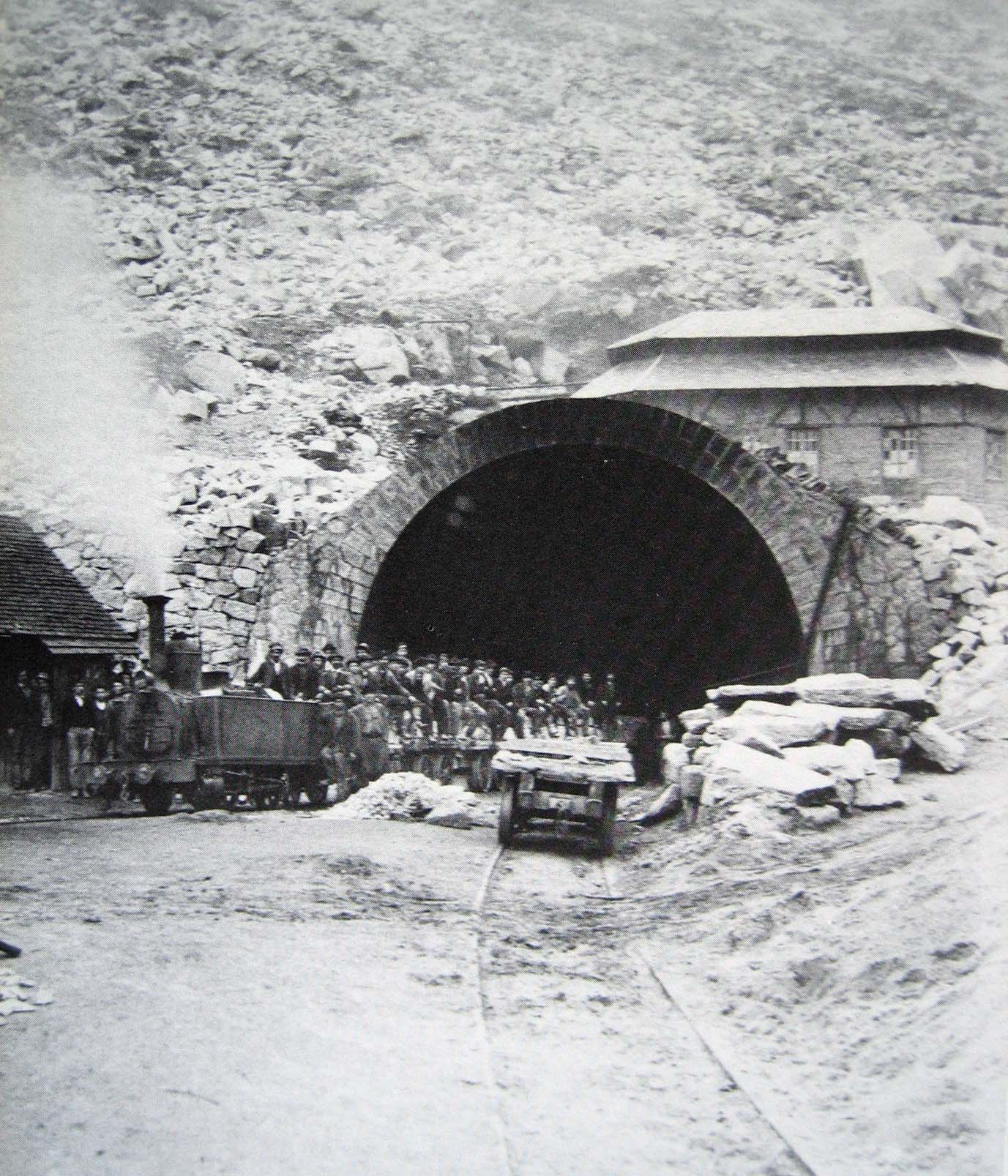
Werktrein, omstreeks 1880

Het voorval werd door verontwaardigde berichten in de pers in half Europa bekend en bracht onderzoeken naar de werkomstandigheden van tunnelarbeiders op gang. Twee Zwitserse commissies onderzochten de situatie. Uit het bericht van de inspectiearts Dr. Sonderegger van 30 maart 1876: "De ellende in de voor de arbeiders ingerichte kwartieren gaat daadwerkelijk elk voorstellingsvermogen te boven. In kleine bedompte kamers rijen zich bedden aaneen: erbarmelijke, half verrotte strozakken." Hij maakt gewag van de slechte lucht in de overvolle ruimtes met hun kwalijk riekende olielampen, waar naast de bedden ook gekookt moest worden, het gebrek aan schoon water, het vuil, en de miserabele hygiënische omstandigheden. De arbeiders leden aan worminfecties, diarree en tyfus en velen leden aan stoflong, die ze in het granietstof in de tunnel hadden opgelopen. Er kwamen zo bedenkelijke toestanden aan het licht. Er werden betere omstandigheden geëist maar deze vonden nooit ingang. Niemand voelde zich aangewezen om iets te doen en bovendien was de achterstand in de bouwactiviteiten al te ver uit de hand gelopen. Zo bleven de omstandigheden min of meer zoals ze waren.

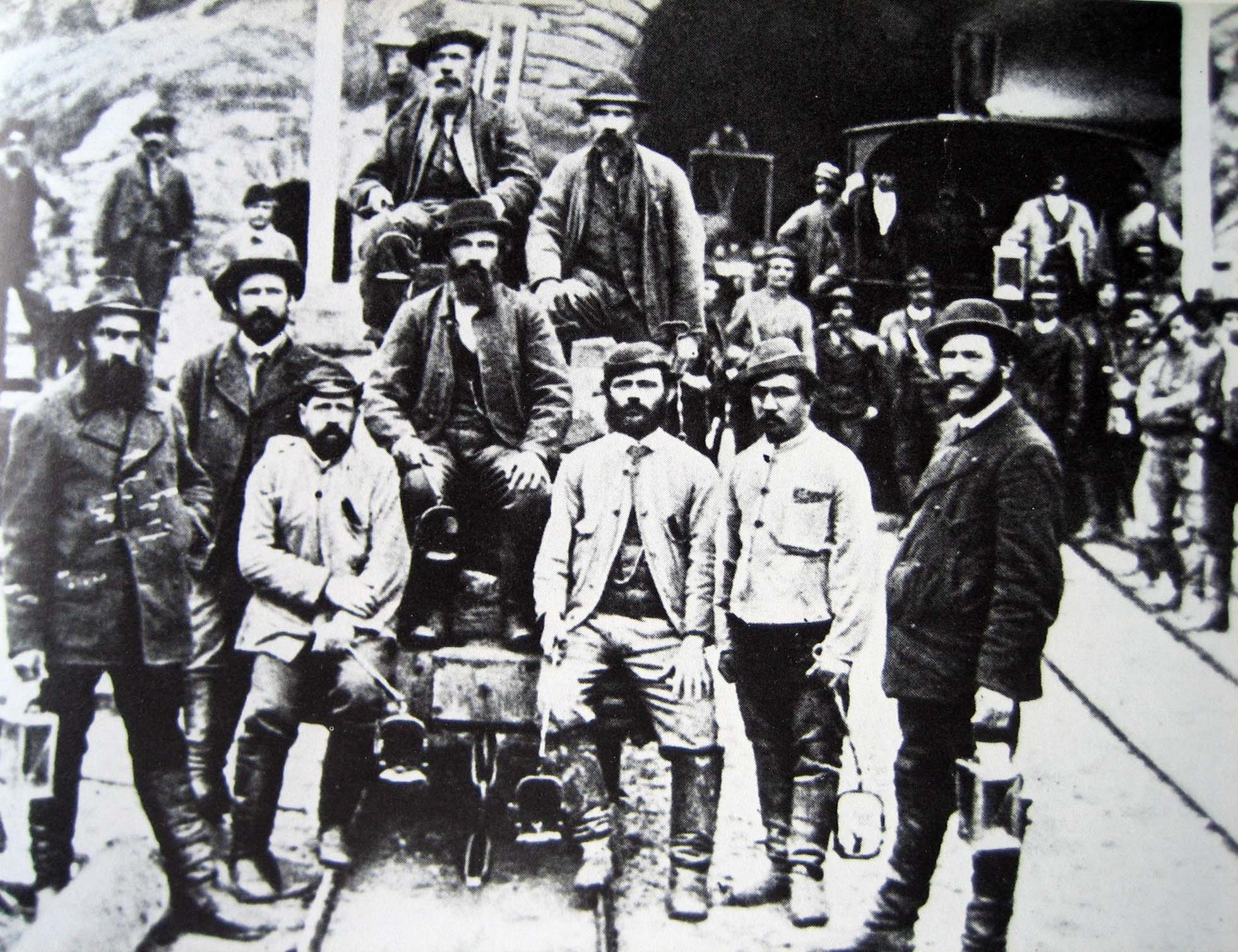
Bouwlieden bij het portaal in Airolo, omstreeks 1880

Onder deze omstandigheden liep het tijdschema van Favre volledig in de war. Uit nieuwe berichten werd duidelijk dat de kosten de oorspronkelijke ramingen met meer dan 100 miljoen frank zouden overschrijden. In juni 1874 was op een bemiddelingsvergadering in Bern onder leiding van de Bundesrat besloten "dass der gänzlich ausgebrochene Tunnel nie mehr als 600 Meter auf jeder Seite hinter der Stollenbrust zurückbleiben darf", met andere woorden: dat aan beide zijden van het bouwproject de geheel uitgebroken tunnel niet meer dan 600 meter mocht achterblijven op het punt tot waar de nokschacht was gevorderd. In het licht van de eerder besproken problemen spreekt dat vanzelf: in een geheel uitgebroken tunnel is de ventilatie veel beter dan in een nauwe boorschacht. Favre hield zich niet aan deze bepaling, als gevolg waarvan de Gotthardbahngesellschaft (GB) de betalingen stopte, waarop Favre en de GB in geschil verwikkeld raakten. De koers van de aandelen stortte daarop in, en er werden vraagtekens gezet bij het tijdschema van de tunnelbouw. De herfinanciering lukte alleen doordat Italië en Duitsland zich op een volgende internationale conferentie bereid verklaarden tot aanvullende betalingen. Alfred Escher, die de verantwoordelijkheid droeg voor het financiële debacle van de GB, moest onder druk van de Bundesrat aftreden. De financiering werd door de Alpenbahngesetz (Alpenspoorwegwet) zeker gesteld, waarmee de Zwitserse staat zich verplichtte om de aan de Gotthardbahngesellschaft deelnemende kantons 4,5 miljoen frank uit te betalen.
Na het beëindigen van de bouw eiste de Gotthardbahngesellschaft van Louis Favres Firma "Entreprise du Grand Tunnel du Gothard" nabetalingen die in de miljoenen liepen en zijn erven ruïneerden. Zijn dochter kreeg desondanks een levenslange jaarlijkse rente van 10.000 frank die haar in staat moest stellen in redelijke welstand te leven.

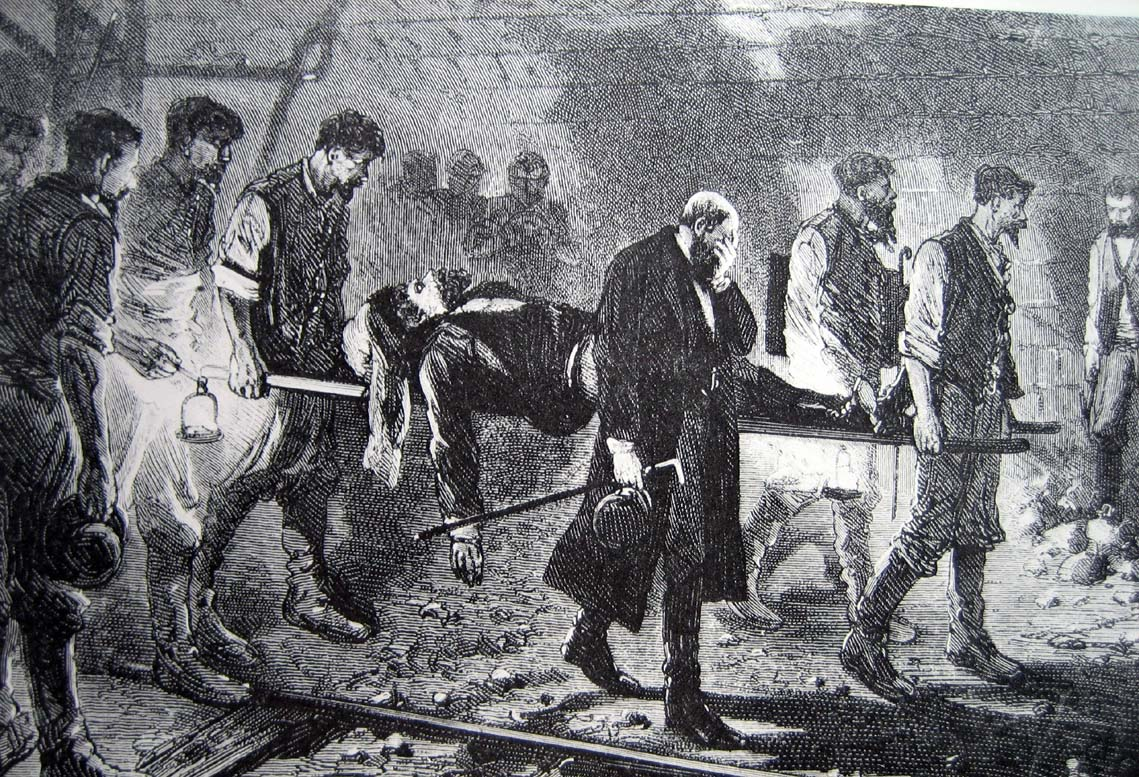
Dood van Louis Favre in de tunnel

Op 19 juli 1879 werd Favre bij een inspectie van de tunnel ter hoogte van kilometer 3 onwel en overleed enkele minuten later aan een hartstilstand, op een leeftijd van 53 jaar. Hoewel hij de doorbraak niet meer meemaakte, viel hem toch de eer te beurt om als eerste de tunneloversteek te mogen maken:
Nadat de leden van de noordelijke bouwploeg op 24 december 1879 voor het eerst het lawaai van een ontploffing uit het zuiden gehoord hadden, op een moment dat nog slechts 422 meter rots- en steenmassa de beide bouwplaatsen scheidden, drong op 28 februari 1880 om 18.45 uur een boorder uit het zuiden door de resterende rotswand. Door het gat reikten de arbeiders aan hun collega's aan de noordkant een blikken trommel met een portret van Favre aan, hetgeen begeleid werd met de woorden:
- Wer wäre würdiger gewesen, als Erster die Schwelle zu überschreiten, als Favre, der seinen Mitarbeitern Meister, Freund und Vater war. Es lebe der Gotthard![5]

Op zondag 29 februari 1880 volgde even na 11 uur, na een bouwtijd van zeven jaar en vijf maanden de eigenlijke doorbraak. De afwijking bedroeg in de breedte slechts 33 centimeter en slechts 5 centimeter in de hoogte - een topprestatie van ingenieurs- en meettechniek. De gebeurtenis werd in de Europese media gevierd. Met 15 kilometer was de tot dan toe langste spoorwegtunnel ter wereld ontstaan.

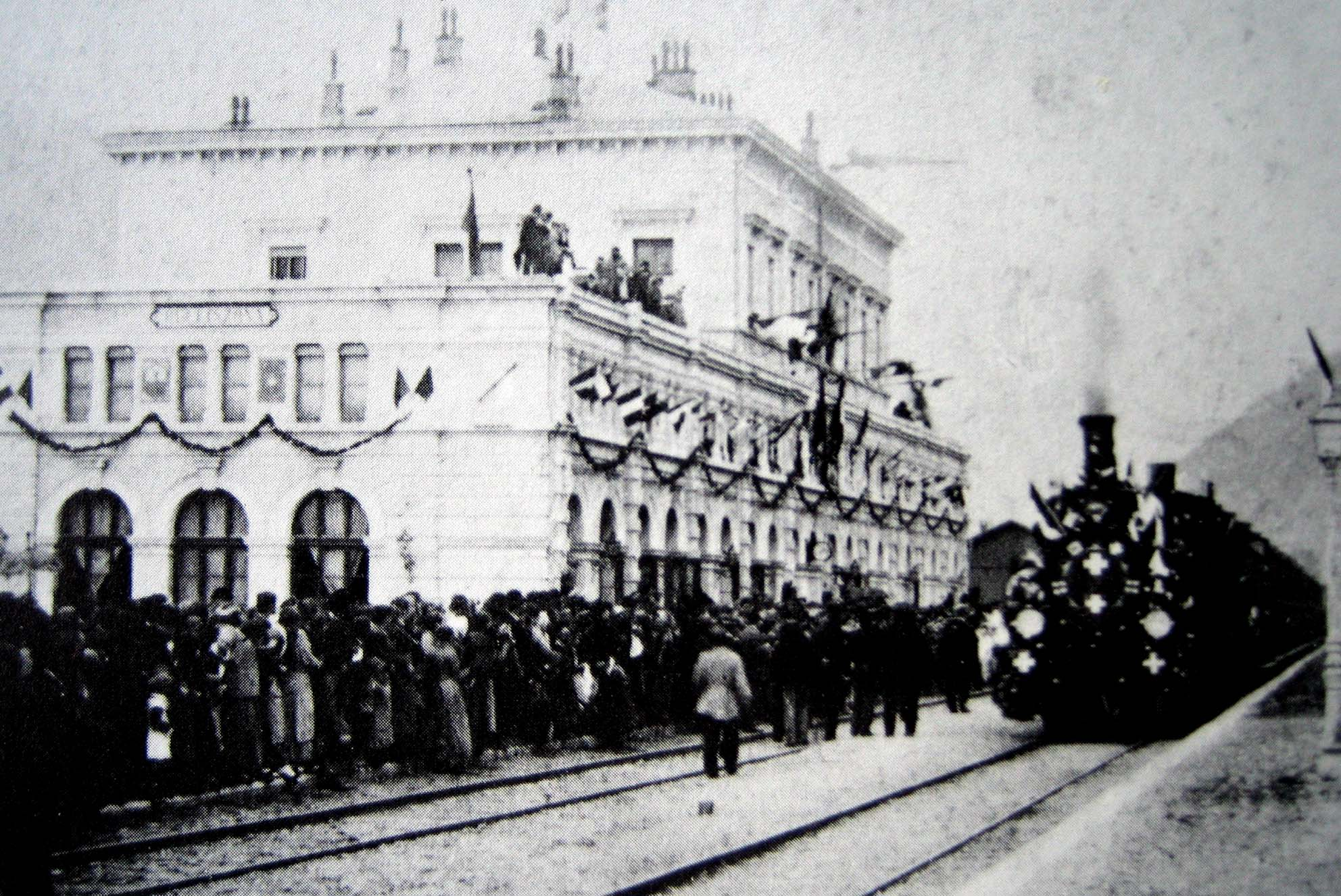
De feesttrein voor de opening van de tunnel, in Bellinzona

Van 22 tot 25 mei 1882 werd met meer dan 600 genodigden uit heel Europa de inwijding van de Gotthardspoorlijn gevierd - Alfred Escher nam daar niet aan deel - en op 1 juni 1882 begon de Gotthardbahn met het doorgaand treinverkeer tussen Immensee en Chiasso. Alois Zgraggen de conducteur van de laatste postkoets die over de pas reed, viel de eer te beurt om de eerste postzak te mogen dragen.

### Statistieken
De gemiddelde prestatie van de bouwploegen over de hele bouwtijd bedroeg 4,47 meter per dag. Ter vergelijking: bij de Gotthard-Basistunnel haalde de tunnelboormachine Sissi in december 2005 een gemiddelde prestatie van 38 meter per dag.
De kosten bedroegen 227 miljoen frank. Gemiddeld waren er 5.472 arbeiders op de meest uiteenlopende bouwplaatsen met de bouw bezig.
177 mensen stierven door verschillende oorzaken tijdens de bouwwerkzaamheden. 53 werden er geplet door wagens of locomotieven, 49 werden er door rotsblokken gedood, 46 door dynamiet. Eén arbeider verdronk, de rest was te wijten aan verschillende andere oorzaken. Volgens officiële opgaven lag de schuld telkens bij het toeval of bij de verongelukte zelf.

## Gedenkteken
In 1932 werd naar aanleiding van de 50ste verjaardag van de tunnel een bronzen reliëf onthuld van de uit Tessin afkomstig kunstenaar Vincenzo Vela (1820-1891). Vela maakte dit werk op eigen initiatief, zonder ervoor te worden betaald. Het beeld draagt de titel Vittime del lavoro (Slachtoffer van de Arbeid) en is gewijd aan de 199 omgekomen arbeiders bij de bouw van de Gotthardtunnel. Het gedenkteken staat in Airolo in de nabijheid van het station.

## Huidig gebruik

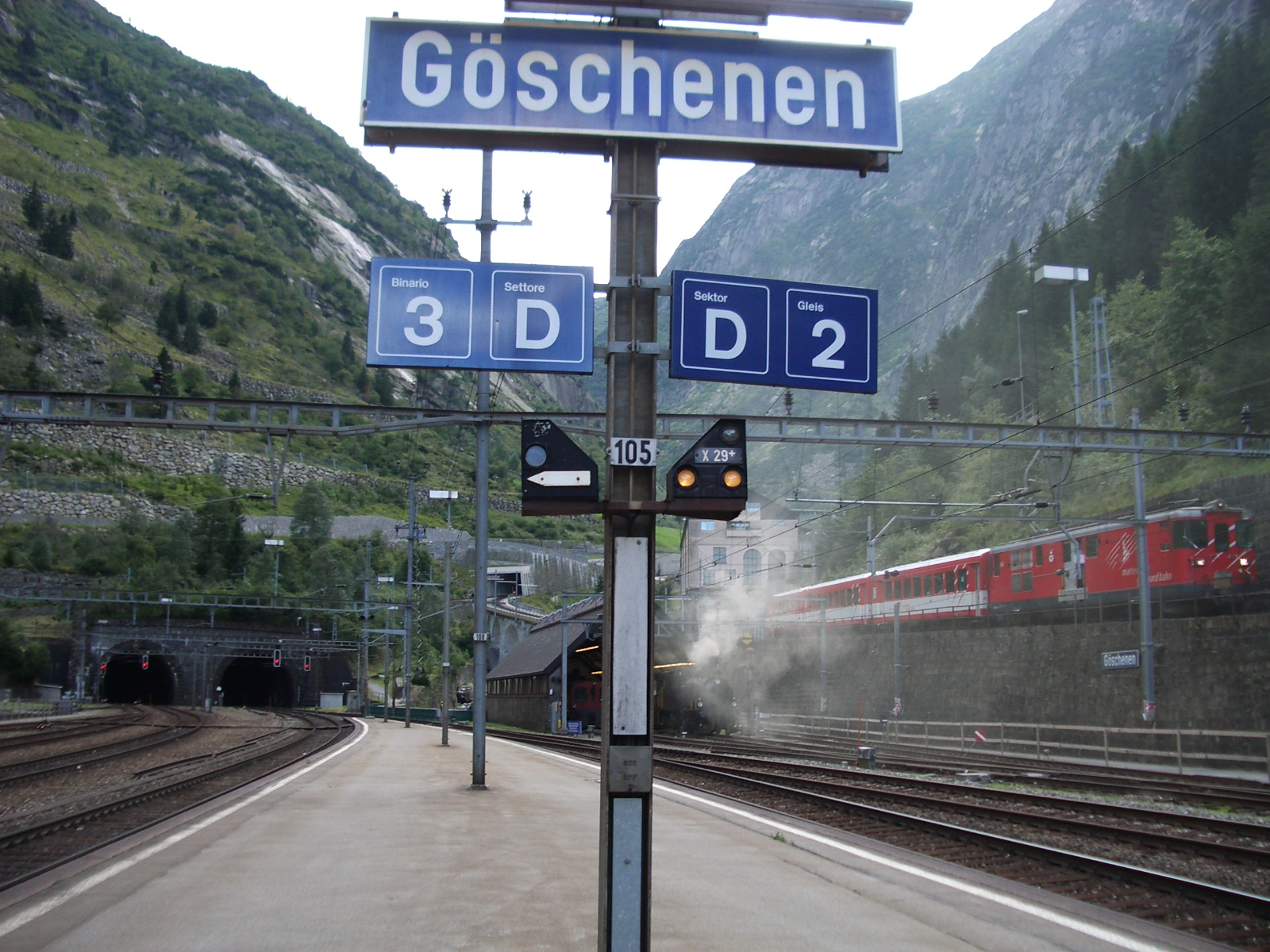
Station Göschenen met portaal van Gotthardtunnel

Vanaf 2017, na de opening van de basistunnel, kwam het regionale personenvervoer op het bergtraject van de Gotthardspoorlijn terug (treindienstmodel als gebruikt op de Lötschbergspoorlijn). Het traject is en blijft populair bij toeristen. Al het doorgaande reizigers- en goederenverkeer gaat door de Gotthard Basistunnel.
Bij een stremming van de Basistunnel door een ontspoorde goederentrein in augustus 2023 werd de Gotthardspoorlijn gebruikt als omleidingsroute.